# حشره‌خوار لووی
 حشره‌خوار لووی (نام علمی: Chodsigoa parca) نام یک گونه از زیرخانواده حشره‌خوارهای دندان‌سرخ است.